# شرخات (المهرة)

تعديل مصدري - تعديل

شرخات هي إحدى قرى مديرية المسيلة التابعة لمحافظة المهرة، بلغ تعداد سكانها 107 نسمة حسب تعداد اليمن لعام 2004.